# Saint-Vigor-des-Monts
Saint-Vigor-des-Monts is een gemeente in het Franse departement Manche (regio Normandië) en telt 288 inwoners (2004). De plaats maakt deel uit van het arrondissement Saint-Lô.

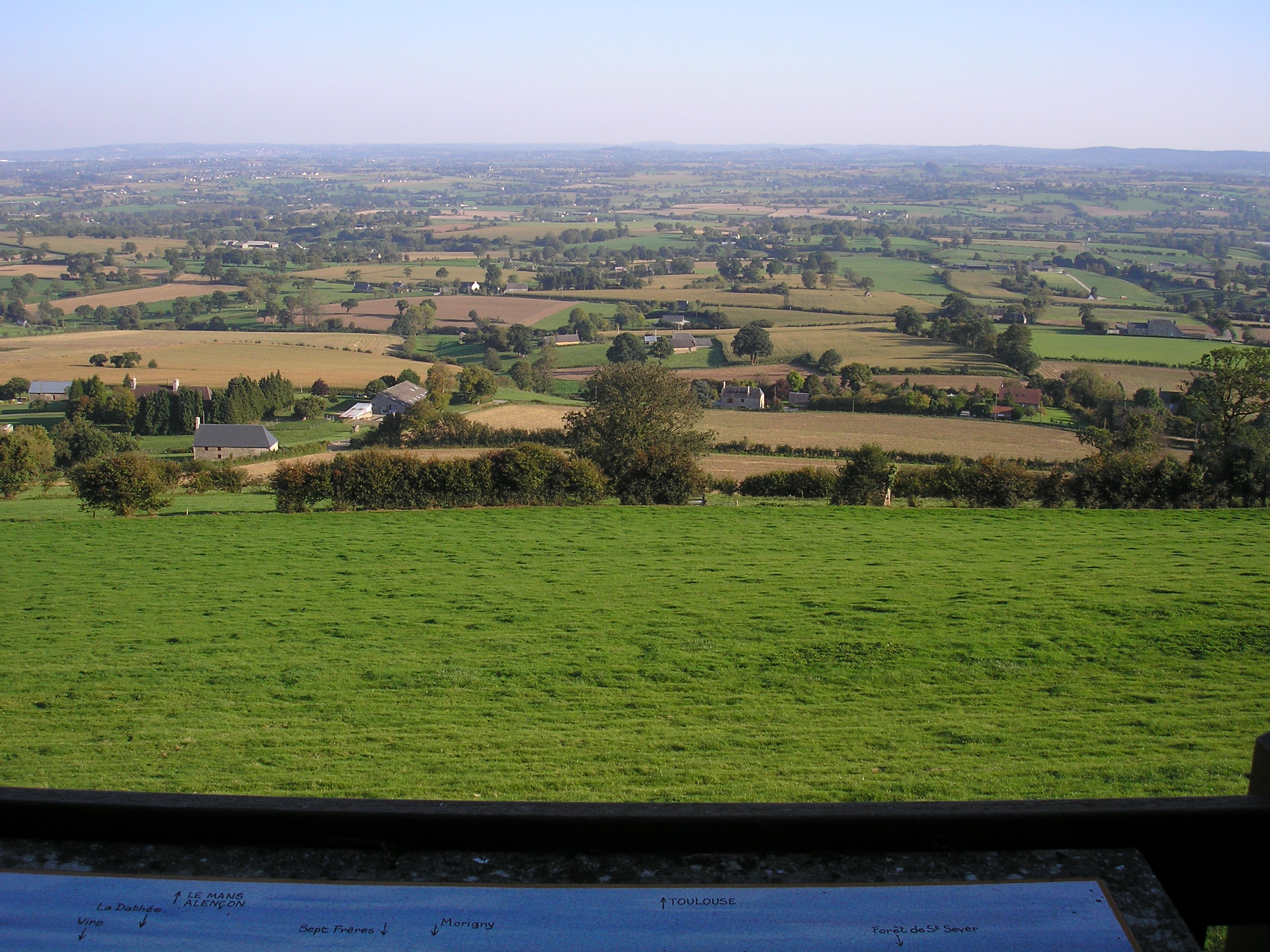
Bocage Virois, Saint-Vigor-des-Monts
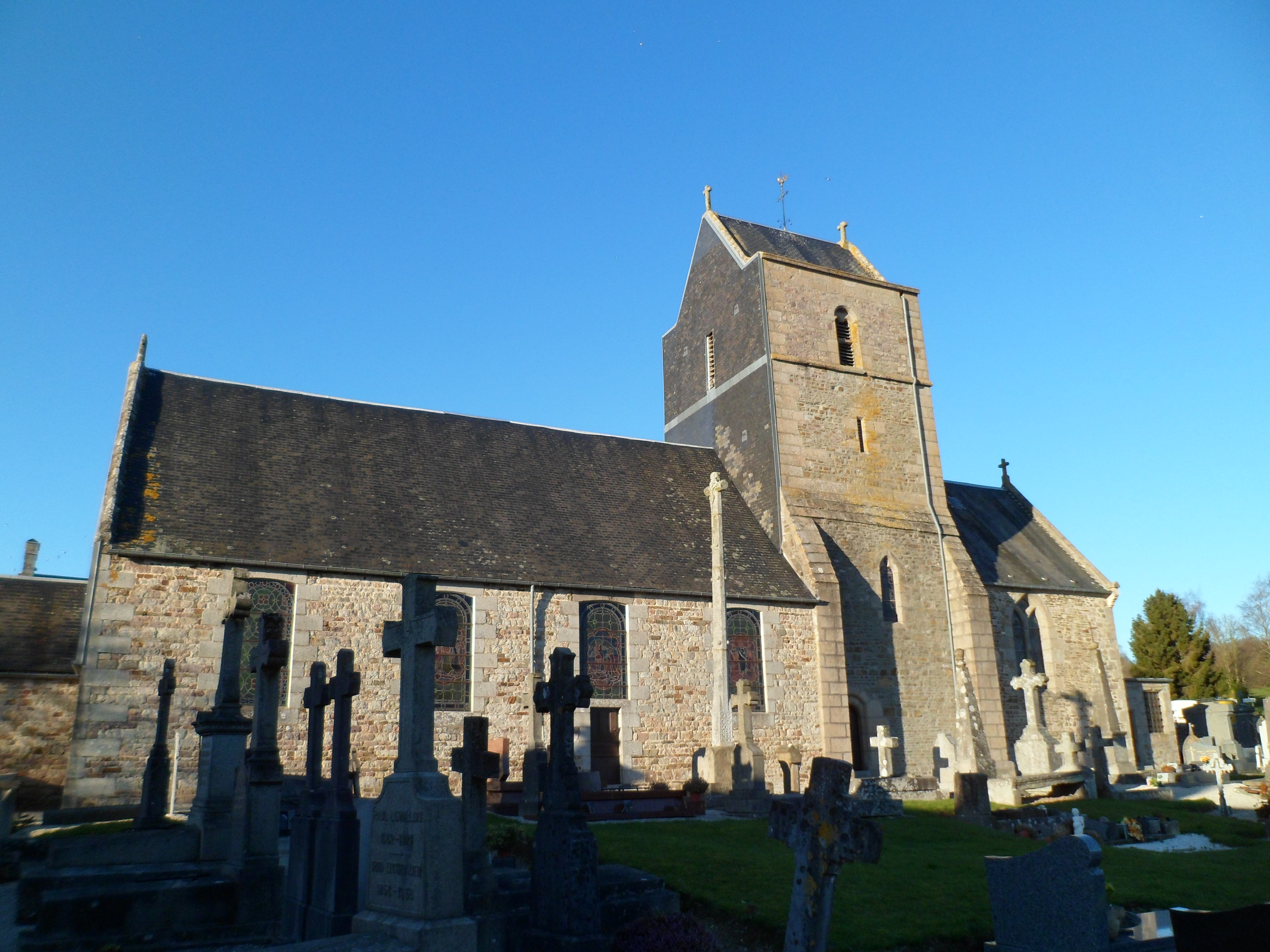
Kerk van Saint-Vigor-des-Monts

## Geografie
De oppervlakte van Saint-Vigor-des-Monts bedraagt 15,6 km², de bevolkingsdichtheid is 18,5 inwoners per km².
De onderstaande kaart toont de ligging van Saint-Vigor-des-Monts met de belangrijkste infrastructuur en aangrenzende gemeenten.

## Demografie
Onderstaande figuur toont het verloop van het inwonertal (bron: INSEE-tellingen).

1. ↑  Populations de référence 2022.